# ماسيف
ماسيف (بالألمانية: Massiv)‏ (مواليد 9 نوفمبر 1982)، اسمه الحقيقي وسيم طه، مغني غانغستا راب ألماني من أصل فلسطيني. ولد في مدينة بيرماسنس القريبة من الحدود الفرنسية. يعيش الآن في برلين عاصمة ألمانيا، في بداية مسيرته الفنية كان متعاقدا مع شركة إنتاج تسمى Horrorkore Entertainment، لكنه تركها وانظم لشركة Majorlabel Sony BMG ما بين (2007–2009). ومع نهاية العام 2009 أسس شركته الخاصة لإنتاج الموسيقى تحت اسم ألماسيفا.

## السيرة الذاتية
ولد طه لمهاجرين فلسطينيين في مدينة قريبة من فرنسا، زار لأول مرة برلين 1996 حيث تأثر بثقافة الهيب هوب وأحبها منذ سن مبكرة لدرجة أنه انتقل للعيش في برلين فماسيف لم يكمل تعليمه المدرسي.
بعد عدة أشرطة تجريبية أرسلها لشركات إنتاج مختلفة.أخيرا قبلت شركة Horrorkore Entertainment التي يديرها إم سي باستارد MC Basstard التعامل معه ليسجل ويصدر ألبومه المنوع Horrorkore Mixtape Teil 1.

## اللون الموسيقي
يغني ماسيف الغانغستا راب أو راب العصابات ويتميز هذا النوع من الموسيقى بالكلمات العنيفة ويدور مضمون الأغاني حول الحياة في المجتمعات المحرومة اجتماعيا والمختلطة ثقافيا.

## أعداء ماسيف
تعرض ماسيف لإطلاق ناري من شخص مقنع بينما كان يتكلم على الهاتف بالقرب من سيارته أُدخل على إثر ذلك إلى المستشفى نضرا لفقدانه الكثير من الدم، لكنه ترك المستشفى مؤخرا تلك الليلة.

## روابط خارجية
- ماسيف على موقع ميوزك برينز (الإنجليزية)
- ماسيف على موقع ديسكوغز (الإنجليزية)